# Autoba lilacina
Autoba lilacina är en fjärilsart som beskrevs av W. Warren 1913. Autoba lilacina ingår i släktet Autoba och familjen nattflyn. Inga underarter finns listade i Catalogue of Life.